# Fosses-la-Ville
Fosses-la-Ville är en kommun i Belgien.   Den ligger i provinsen Namur och regionen Vallonien, i den centrala delen av landet, 60 km söder om huvudstaden Bryssel. Antalet invånare är 9 844.
Trakten runt Fosses-la-Ville består till största delen av jordbruksmark. Runt Fosses-la-Ville är det ganska tätbefolkat, med 172 invånare per kvadratkilometer.